# Mospyne
Mospyne (ukrajinsky Моспине, rusky Моспино – Mospino) je město v Doněcké oblasti na Ukrajině, které ale od roku 2014 v rámci rusko-ukrajinské války fakticky ovládá samozvaná Doněcká lidová republika. K roku 2014 mělo přes deset tisíc obyvatel.

## Poloha
Mospyne leží na Hruzce, levém přítoku Kalmiusu v úmoří Azovského moře. Od Doněcku, správního střediska oblasti, je vzdáleno přibližně šest kilometrů jihovýchodně.

## Dějiny
První písemná zmínka je z roku 1800, kdy se nazývalo Machorivka (Махорівка, Махоровка – Machorovka). V roce 1938 získalo status sídla městského typu a bylo přejmenováno na Mospyne podle nedaleké železniční stanice. V roce 1958 získalo status města.